# Epigondolella
Genre
Epigondolella est un genre éteint de conodontes. Les différentes espèces datent du  Trias.

## Systématique
Le genre Epigondolella a été créé en 1968 par le géologue et paléontologue Loren Cameron Mosher (d) (1938-).

## Liste d'espèces
Selon Paleobiology Database (14 juin 2022) :
- † Epigondolella abneptis Huckriede, 1958
- † Epigondolella bidentata Mosher, 1968
- † Epigondolella hungarica Kozur & Vegh, 1972
- † Epigondolella japonica Hayashi, 1968
- † Epigondolella mirautae Kovács & Kozur, 1980
- † Epigondolella mosheri Kozur & Mostler, 1971
- † Epigondolella multidentata Mosher, 1970
- † Epigondolella slovakensis Kozur & Mock 2000
- † Epigondolella truempyi Hirsch, 1971

## Stratigraphie
Le sommet du Norien (qui est aussi la base du Rhétien) est proche de la première apparition de Misikella spp. et de Epigondolella mosheri.

## Publication originale
- (en) Mosher L.C., 1968. Triassic conodonts from western North America and Europe and their correlation. Journal of Paleontology, July 1968, Vol. 42, No. 4, pages 895-946 (lire en ligne sur JSTOR).